# Seuriget
Seuriget is een bestuurslaag in het regentschap Langsa van de provincie Atjeh, Indonesië. Seuriget telt 2259 inwoners (volkstelling 2010).